# Вак-Чан-Кавиль
Вак-Чан-Кавиль (также известен как Яш-Эб-Шок II, полное имя — Вак-Чан-К’авииль-Хук-Чапаахт-Ц’икин-Йаш-Эхб-Шоок-К’инич-Ахав; ? — 562) — двадцать первый правитель древнего майяского царства Мутуль со столицей в Тикале и последний представитель Второй династии, царствовавший с 537 по 562 год. В его правление Тикаль потерпел сокрушительное поражение от Канульского царства со столицей в Калакмуле, уступив ему гегемонию в землях майя.
До расшифровки имени был известен как Двойная Птица.

## Молодость
Вак-Чан-Кавиль был младшим сыном Чак-Ток-Ичака III от второй жены, а также сводным братом царицы Иш-Йокин. В 508 году его отец умер, но трон занял не он, а малолетняя Иш-Йокин. Причины того не вполне ясны. Предполагается, что это произошло из-за того, что Вак-Чан-Кавилю на тот момент было всего несколько месяцев. Есть версия и о том, что в Тикале шла борьба за власть разных группировок элит, в которой сторонники Вак-Чан-Кавиля проиграли. В любом случае, Мутульское царство столкнулось с династическим кризисом. Соправителем юной царицы был военачальник Каломте-Балам. Кроме того, какое-то время у власти находился некий правитель, известный как «Птичий Коготь».
В тексте на тикальской стеле 17, повествующей о воцарении Вак-Чан-Кавиля в 537 году, сообщается о прибытии нового царя в Тикаль для коронации. Это говорит о том, что какое-то время он прожил вне его, возможно, в изгнании. Исследователь С. Мартин, основываясь на вазе с упоминанием саальского царя Вак-Чан-Кавиля, выдвинул предположение о том, что до этого он правил там, а потом уже занял освободившийся трон Тикаля.

## Правление
Подобно своим предшественникам по династии, Вак-Чан-Кавиль использовал титул западный каломте, изначально принадлежавший его прапрапрадеду, подчинившему майяские низменности царю Теотиукана Хацом-Куху. Подчёркивание такого родства говорит о том, что в правление Вак-Чан-Кавиля Тикаль продолжал притязать на доминирование в землях майя.
Однако династический кризис, потрясавший Мутульское царство предыдущие нескольких десятилетий сказался на его могуществе. На фоне постепенного ослабления Тикаля к северу от него началось возвышение Канульского царства с центром в Калакмуле, которое начало активную экспансию против соседей.
Вак-Чан-Кавиль стремился консолидировать подвластные ему земли. Очевидно, он вёл борьбу с вассалами Калакмуля. В частности, по данным археологии, в районе 560 года был сожжён центр союзного Канулю Пьедрас-Неграса. В 556 году Вак-Чан-Кавиль провёл успешную карательную военную кампанию против своего вассала, переметнувшегося на сторону Калакмуля — Караколя.
Однако в 562 году противостояние двух царств вылилось в прямую войну между ними, в которой Тикаль потерпел сокрушительное поражение. После этого о Вак-Чан-Кавиле больше нет никаких упоминаний. Видимо, он погиб или был принесён в жертву. Новым правителем Тикаля становится Кинич-Эт, относящийся уже к другой, Третьей династии.
Это поражение повлекло 130-летний упадок: в городе совсем не воздвигались стелы, а цари перестали участвовать в активной политической борьбе. Калакмуль же стал новым гегемоном земель майя. Тикаль смог возродить своё могущество лишь в правление царя Хасав-Чан-Кавиля I, который в 695 году разбил войска Кануля и сверг его гегемонию, вернув её Мутульскому царству.